# السی هستینگس
السی هستینگس (به انگلیسی: Alcee Hastings) (زادهٔ ۵ سپتامبر ۱۹۳۶ – درگذشتهٔ ۶ آوریل ۲۰۲۱) نمایندهٔ حوزه انتخابیه بیستم فلوریدا از حزب دموکرات ایالات متحده آمریکا در مجلس نمایندگان ایالات متحده آمریکا است که برای نخستین‌بار در ۱۳ ژانویهٔ ۱۹۹۳ میلادی به‌عضویت این مجلس درآمد.